# Almukantarat
Almukantarat, auch Almukantarate oder Höhenparallele, ist ein Begriff aus der Astronomie und bezeichnet jeden dem Horizont parallelen Kreis der Himmelskugel. Ursprünglich stammt der Begriff von dem arabischen Wort al-muqntarat (von qantara – „bogenartig krümmen“) und wurde von Hermann von Reichenau (1013–1054) eingeführt.

Die Himmelskugel mit Zenit und Almukantarat ist rot markiert, der Horizont ist grün und die Bahn eines Sterns oder der Sonne ist blau.

Der Almukantarat bezeichnet eine Linie gleicher Zenitdistanz, alle Punkte auf diesem Kreis schließen also mit dem Zenit im Beobachtungsort denselben Winkel ein.